# Jonathan Augustinsson
Jonathan Augustinsson (Estocolmo, 30 de marzo de 1996) es un futbolista sueco que juega en la demarcación de defensa y se encuentra sin equipo tras abandonar el Rosenborg Ballklub. Su hermano Ludwig es también jugador de fútbol.

## Selección nacional
Tras jugar con la selección de fútbol sub-19 de Suecia, hizo su debut con la selección abosluta el 8 de enero de 2019 en un encuentro amistoso contra Finlandia que finalizó con un resultado de 1-0 a favor del combinado finés tras el gol de Eero Markkanen.

## Clubes
| Club               | País    | Año       | Partidos | Goles |
| ------------------ | ------- | --------- | -------- | ----- |
| IF Brommapojkarna  | Suecia  | 2015      | 16       | 0     |
| Djurgårdens IF     | Suecia  | 2016-2020 | 96       | 5     |
| Rosenborg Ballklub | Noruega | 2021-2024 | 18       | 0     |

## Palmarés

### Campeonatos nacionales
| Título         | Club           | País   | Año  |
| -------------- | -------------- | ------ | ---- |
| Copa de Suecia | Djurgårdens IF | Suecia | 2018 |
| Allsvenskan    | Djurgårdens IF | Suecia | 2019 |